# Maria Urban (Schauspielerin)
Maria Urban (* 27. April 1930 in Wien; † 17. November 2019 ebenda) war eine österreichische Schauspielerin.

## Leben
Maria Urban stammte aus einer Schauspielerfamilie. Ihre Mutter trat am Theater in der Josefstadt auf. Ihr Vater war der Sohn eines Großindustriellen. Sie war das jüngste Kind der Familie; sie hatte zwei ältere Brüder. Nach der Scheidung der Eltern lebte sie zunächst bei ihrem Vater, der einen großen Gutshof verwaltete, auf dem Land. Mit Beginn des Zweiten Weltkriegs, als ihr Vater zum Kriegsdienst eingezogen wurde, kam sie 1940 nach Leipzig, wo ihre Mutter als Schauspielerin engagiert war; ab diesem Zeitpunkt wuchs sie im Theatermilieu auf. Ihre beiden älteren Brüder starben im Krieg.
Während des Zweiten Weltkriegs kam sie von Leipzig nach Wien zurück, wo ihre Großeltern lebten, bei denen sie dann aufwuchs. Sie besuchte das Gymnasium Haizingergasse im 18. Wiener Gemeindebezirk Währing. 1948 legte sie die Matura ab. Nach einer Aufnahmeprüfung am Max-Reinhardt-Seminar in Wien wurde sie im selben Jahr aus über 100 Bewerbern des Jahrgangs angenommen. Ihre Mitstudenten waren unter anderem Otto Schenk, Louise Martini, Lotte Ledl und Rudolf Melichar. Zu ihren Lehrern gehörte der Burgschauspieler Fred Liewehr; bei ihm erhielt sie die Sprechausbildung für die klassischen Theaterrollen. Sie blieb zwei Jahre (1948–1950) am Reinhardt-Seminar.
Erste Engagements hatte sie ab 1950 an Wiener Kellertheatern und an Wiener Kleintheatern; in dieser Zeit arbeitete sie unter anderem mit Carl Merz und Helmut Qualtinger zusammen. Am Kleinen Theater im Konzerthaus spielte sie unter der Intendanz von Trude Pöschl in Reigen 51. Variationen über ein Thema von Arthur Schnitzler. Es folgte ein kurzes Engagement an der Exl-Bühne in Innsbruck. Anschließend wurde sie an die Komödie Basel engagiert; dort spielte sie, unter der Regie von Leon Epp, die Luise Miller in Kabale und Liebe. 1956 wurde sie, auf Einladung von Leon Epp, von 1952 bis 1968 Direktor am Wiener Volkstheater, als festes Ensemblemitglied ans Wiener Volkstheater engagiert. Ihr Debüt gab sie dort 1956 mit der Irina in Anton Tschechows Theaterstück Drei Schwestern. 1963 trat sie dort in der österreichischen Erstaufführung von Rolf Hochhuths Schauspiel Der Stellvertreter auf. 1972 spielte sie am Wiener Volkstheater die Marianne in Maß für Maß.
Urban spielte über 50 Jahre lang im Ensemble des Wiener Volkstheaters; sie trat dort in über 110 Rollen auf. 1990 gab sie ihr festes Engagement am Wiener Volkstheater auf; sie war jedoch weiterhin als Gast auf der Bühne des Wiener Volkstheaters zu sehen. In der Spielzeit 2013/14 spielte sie am Wiener Volkstheater die Rolle der greisen Olga in dem Stück Wie im Himmel nach dem Film von Kay  Pollak.
Sie unternahm Gastspiele in Basel, Berlin, bei den Salzburger Festspielen (August 1965 als Blondine in Faust II) und bei den Bregenzer Festspielen.
Regelmäßig trat sie ab 2008 am Theater in der Josefstadt auf. In der Spielzeit 2008/09 spielte sie dort die alte Bedienstete LIna in einer von John von Düffel vorgelegten Bühnenfassung des Romans Buddenbrooks von Thomas Mann; ihre Partner waren Joachim Bissmeier (Konsul), Else Ludwig (Konsulin), Sona MacDonald (Gerda) und Gabriel Barylli (Thomas Buddenbrook). 2010 spielte sie die Gattin des vertriebenen jüdischen Gymnasialprofessors König in dem Theaterstück Jedem das Seine von Peter Turrini und Silke Hassler. In der Spielzeit 2015/16 spielte sie am Theater in der Josefstadt die Rolle der Berta in Arthur Schnitzlers Schauspiel Anatol, als alte, im Rollstuhl sitzende Frau.
Urban spielte zahlreiche Rollen in Film- und Fernsehproduktionen. 1959 hatte sie eine Nebenrolle in dem US-amerikanischen Spielfilm Die Reise; sie spielte die junge Baronesse Gisela von Rachlitz. Urban spielte im Verlauf ihrer Karriere immer wieder in Filmen, Fernsehfilmen, Fernsehspielen und Fernsehserien. Schwerpunkt ihrer künstlerischen Arbeit blieb jedoch immer das Theater.
1972 war sie in einer österreichisch-deutschen Fernsehinszenierung des Theaterstücks Libussa von Franz Grillparzer zu sehen; sie spielte unter der Regie von Karl Paryla die Rolle der Dobromila. in dem österreichischen Fernsehfilm Der junge Freud (1976) verkörperte sie unter der Regie von Axel Corti Mathilde Fee Breuer, die Frau des Wiener Arztes Josef Breuer. 1977 spielte sie, wieder unter der Regie von Axel Corti, eine Hauptrolle in dem österreichischen Fernsehfilm Der Bauer und der Millionär; sie war Franziska, die Ehefrau des Bauern Josef Strassmeier (Bruno Dallansky), der männlichen Hauptfigur des Films.
In der Komödie Dinner for Two (2003) von Xaver Schwarzenberger mit Marianne Mendt und Gisela Schneeberger in den Hauptrollen spielte Maria Urban eine alte Frau im Gemeindebau; sie war die Nachbarin von Dr. Merlet (Wolfgang Gasser). In dem Thriller Mord auf Rezept (2006) war sie die Mutter Trapp, die Mutter der Ärztin und Spezialistin für Alzheimer-Forschung Dr. Katharina Trapp (Ulrike Krumbiegel). In dem Fernsehfilm Glücksbringer (2011) spielte sie die demenzkranke Mutter der weiblichen Hauptfigur, der Juwelierin Agnes Wieland (Christiane Hörbiger).
Mehrfach war Urban in Wiener Tatort-Krimis zu sehen. Im Tatort: Frauenmord (1973) spielte sie die Rolle von Klara Hoess, die von ihrem Schwager unter Druck gesetzt wird, bei der Polizei keine Aussage zu machen, im Tatort: Exitus (2008) die Rolle der alten Vera Wipplinger, die im Krankenhaus liegt. Im Tatort: Gier (Erstausstrahlung: Juni 2015) spielte sie die alte Frau Rauter, die Mutter des Sektionschefs Rauter, des Chefs der Kommissare Eisner und Fellner.
Urban hatte außerdem Episodenrollen u. a. in den Serien Hallo – Hotel Sacher … Portier! (1974), Eurocops (1988), Vier Frauen und ein Todesfall (2005), Der Winzerkönig (2010; als Frau Wöblinger), SOKO Donau (2009 und 2010; als Hilde Nowak, Großmutter von Oberstleutnant Helmuth Nowak) und Schnell ermittelt (2011).
Maria Urban machte auch Rundfunkaufnahmen und war als Sprecherin für Hörspiele tätig, so bei Rosa Riedl Schutzgespenst (1997) von Christine Nöstlinger, Mein Vater war Siebenbürger (2007) von Wolfgang Martin Roth, Joseph Fouché von Otto M. Zykan (2007; als Eva 2) und Ausziehen ja, anziehen auch (2011; als Frau Miller) von Alois Hotschnig.
Urban war mit dem Wiener Theaterkritiker Paul Blaha, der von 1979 bis 1987 Direktor des Volkstheaters war, verheiratet. Blaha starb 2002. Maria Urban lebte zuletzt in Wien.

## Filmografie (Auswahl)
- 1959: Die Reise (The Journey)
- 1964: Karriere (Fernsehfilm; ZDF)
- 1969: Kathi - Der Stationsweg einer österreichischen Passion (Fernsehfilm; ORF)
- 1972: LIbussa (Theaterstück; Fernsehinszenierung)
- 1972: Briefe von gestern (Fernsehfilm; ORF)
- 1973: Tatort: Frauenmord (Fernsehfilm)
- 1974: Hallo – Hotel Sacher … Portier! (Fernsehserie; Folge: Happy-End mit Hindernissen)
- 1976: Das Märchen (Theateraufzeichnung; Volkstheater Wien)
- 1976: Der junge Freud (Fernsehfilm; ORF)
- 1977: Der Bauer und der Millionär (Fernsehfilm; ORF)
- 1975: Münchner Geschichten (Fernsehserie)
- 1975: Mordkommission (Fernsehserie)
- 1979: Der ganz normale Wahnsinn (Fernsehserie)
- 1988: Eurocops (Fernsehserie; Folge: Die Bestie vom Bisamberg)
- 2003: Dinner for Two (Fernsehfilm)
- 2005: Vier Frauen und ein Todesfall (Fernsehserie; Folge: Nebelsuppe)
- 2006: Mord auf Rezept (Fernsehfilm)
- 2008: Tatort: Exitus (Fernsehfilm)
- 2008: Zu Vermieten (Kurzfilm)
- 2009: SOKO Donau (Fernsehserie; Folge: Reise in die Vergangenheit)
- 2010: SOKO Donau (Fernsehserie; Folge: Todesengel)
- 2010: Der Winzerkönig (Fernsehserie; Folge: Auf Kollisionskurs)
- 2010: Willkommen in Wien (Fernsehfilm)
- 2011: Glücksbringer (Fernsehfilm)
- 2011: Schnell ermittelt (Fernsehserie; Folge: Marvin Jäger)
- 2015: Tatort: Gier (Fernsehfilm)
- 2015: Landkrimi – Kreuz des Südens
- 2015: Meine fremde Frau (Fernsehfilm)
- 2018: Die Professorin – Tatort Ölfeld (Fernsehfilm)

## Hörspiele
- Christine Nöstlinger: Rosa Riedls Schutzgespenst. Gesprochen von Maria Urban. Jumbo Verlag/ORF. ISBN 978-3-8337-1731-4.
- Wolfgang Martin Roth: Mein Vater war Siebenbürger. Hörspiel. ORF 2007.
- Otto M. Zykan:  Joseph Fouché. Hörspiel. ORF 2007.
- Alois Hotschnig: Ausziehen ja, anziehen auch. Hörspiel. ORF 2011.